# František Zavřel (spisovatel)
František Zavřel (1. listopadu 1884 Trhová Kamenice – 4. prosince 1947 Praha) byl český spisovatel a dramatik. Byl vyšetřován pro podezření z kolaborace s nacisty za druhé světové války, zemřel jako bezdomovec.

## Život
František Zavřel se narodil 1. listopadu 1884 v Trhové Kamenici jako jediný potomek učitele Františka Zavřela staršího (1858–1919), sezdaného teprve 2. června téhož roku s Marií (1863–1930), dcerou Františka Schulze (1835–1897), starosty obce, majitele pily, lesů a hostince U Knížete na hlavním náměstí (dnes Raisovo, čp. 37), kde rodina tehdy bydlela. V létě 1891 byl otec povýšen jako řídící učitel do Trojovic. Tam František „vychodil dvoutřídní školu“, načež roku 1895 nastoupil na reálné gymnázium v nedaleké Chrudimi; rodiče zůstali v Trojovicích, otec byl po roce přeložen na měšťanku v Heřmanově Městci a roku 1899 do Chrudimi. Roku 1903 u maturity Zavřel neuspěl v matematice a (společný předmět) dějepise se zeměpisem, možná i kvůli svým předchozím kázeňským problémům pro zpochybňování autority vyučujících; složil ji až o rok později. V té době již vydal první básně, a to i v samostatných brožurách. Na podzim 1904 začal studovat románskou a germánskou filologii na Filosofické fakultě UK, ale po prvním semestru přešel na právnickou fakultu; tu absolvoval roku 1909. Doktorem práv byl, po složení tří rigorózních zkoušek vždy v červenci 1916 až 1918, promován 25. července 1918.

### Zaměstnání
Po studiích Zavřel pracoval jako koncipient u krajského soudu v Praze, od roku 1912 jako praktikant u krajského soudu v Chrudimi. Do 1. světové války nebyl odveden, podle svých vzpomínek dokonce opakovaně, kvůli srdeční vadě. Roku 1915 soud opustil a stal se koncipientem u významného chrudimského advokáta Viléma Sýkory.
Už za války se snažil získat místo v Praze; po vzniku Československa nejprve žádal na nově vzniklém ministerstvu vnitra, nakonec však byl na jaře 1919 přijat na Ministerstvo práce, obchodu a živností jako ministerský koncipista v prvním oddělení (řešilo úkoly týkající se průmyslové agendy, tvoření syndikátů, finančních, daňových a obecně hospodářko-politických záležitostí). Během 20. let si stěžoval, že byl opakovaně „preterován“, tj. přeskočen v postupu služebně mladšími kolegy.
Po aféře s románem Fortinbras byl Zavřel v únoru 1931 předčasně penzionován, a to na vlastní žádost, protože podle svých vzpomínek byl nepravdivě informován, že při propuštění z rozhodnutí ministerstva přijde o nárok na penzi. Ta však byla nízká; Zavřel si tedy udělal advokátské zkoušky a otevřel si advokátní kancelář. V advokacii se mu však nedařilo, podle jeho vzpomínek kvůli všeobecné hospodářské krizi; po roce 1934 se tak vrátil na literární dráhu.

### Protektorát
Kontakt s českými fašisty udržoval František Zavřel už od třicátých let a byl členem Národní obce fašistické; v roce 1940 vstoupil do Vlajky. Aktivně na sebe a na své dílo upozorňoval přední představitele Protektorátu (K. H. Frank, Emanuel Moravec) i představitele kolaborace (Jan Rys-Rozsévač). Jak se šetřením Sicherheitsdienstu na jaře 1940 ukázalo, sám Zavřel byl podle norimberských zákonů židovský míšenec (prapradědeček Streissler z matčiny strany byl pokřtěný Žid a praprababička Jerusalemová z otcovy strany byla dokonce Židovka), tato informace však nebyla na pokyn K. H. Franka proti němu využívána.
V roce 1941 byl na vlastní žádost opět povolán na úřednické místo, jako odborový rada na Ministerstvu obchodu. Byl však zařazen do stejné platové třídy jako v době odchodu. S tím nebyl spokojen a snažil se o získání lepšího postavení, mj. intervencemi u ministra Emanuela Moravce. Snaha o získání lépe hodnoceného místa s nejvyšší pravděpodobností souvisela i s jeho sňatkem s Helenou Havlíkovou. V květnu 1944 byl jmenován vrchním odborovým radou na Ministerstvu lidové osvěty, které Emanuel Moravec řídil. Do úřadu ale pro zdravotní problémy nenastoupil, i když plat pobíral. Při příležitosti šedesátých narozenin obdržel vyznamenání – Čestný štít s orlicí sv. Václava, ale současně byl poslán do výslužby a nepomohla mu ani žádost ministrovi.

### Osudové ženy

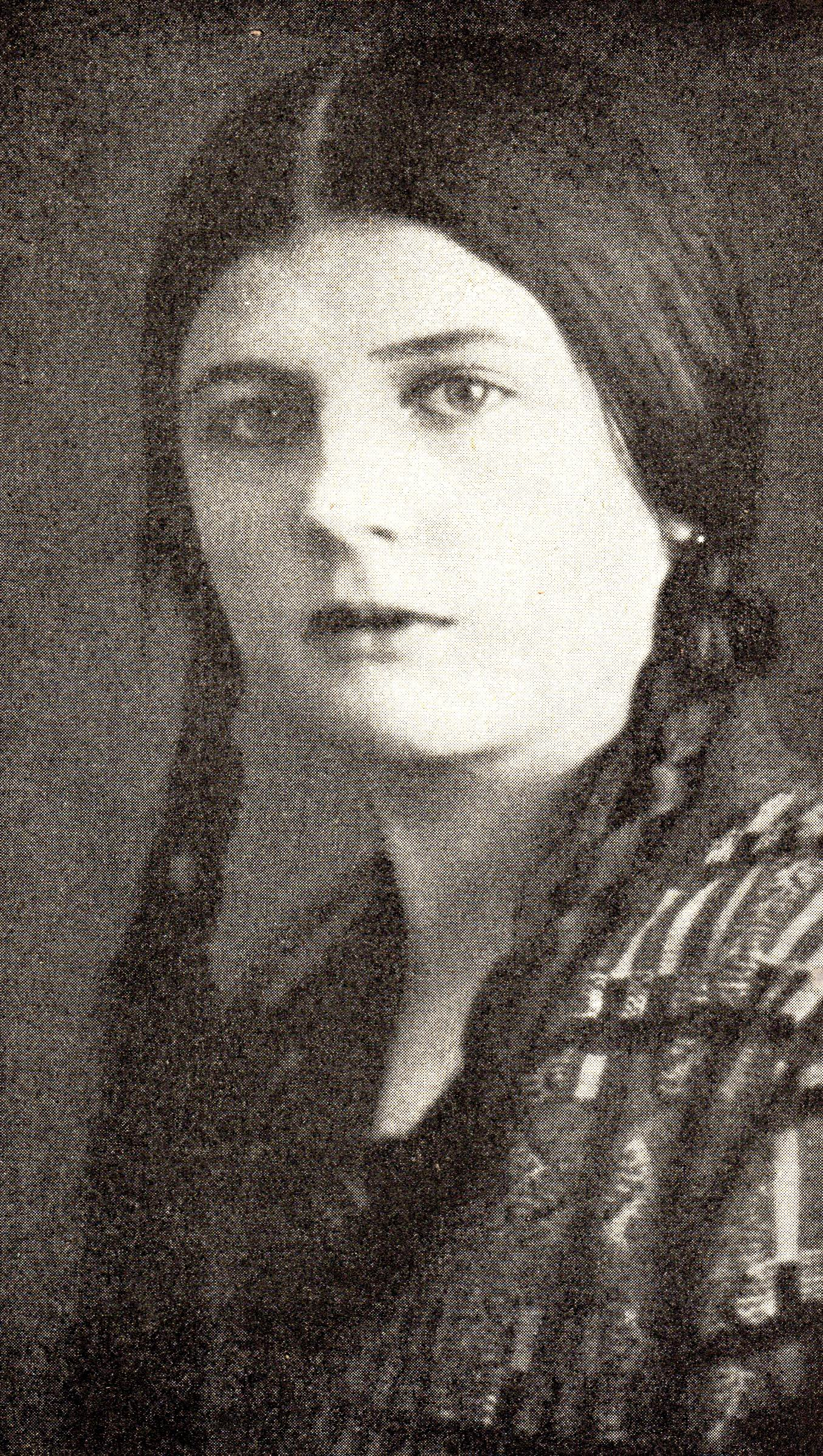
Milada Pakůrová

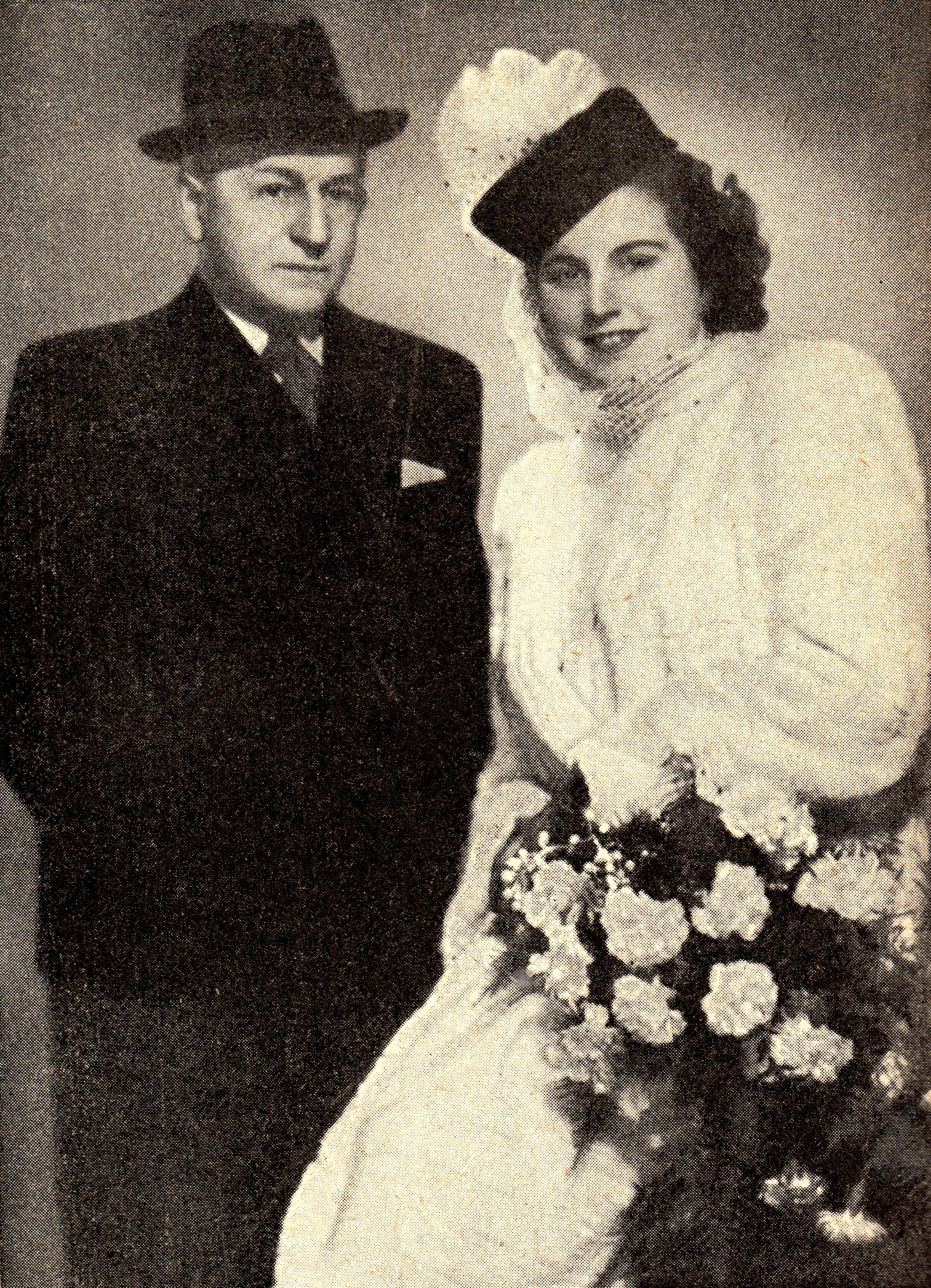
Druhá manželka Helena a František Zavřel

Dle vlastních vzpomínek (kapitola Strž) utekl František Zavřel před maturitou do Vídně, kam ho měla doprovázet dívka, tehdy již zasnoubená. O dalších osudech tohoto vztahu se vzpomínky nezmiňovaly.
Poprvé se František Zavřel oženil v prosinci 1925 s Marií Čejkovou, která mu v květnu 1926 porodila syna Františka. Manželství bylo rozloučeno již v dubnu 1926 a František Zavřel tento vztah ani existenci syna ve vzpomínkách či korespondenci téměř neuváděl.
V březnu 1927 se Zavřel seznámil s Miladou Pakůrovou (19. 12. 1905 – 2. 5. 1938), dcerou vinohradského řezníka Antonína Pakůry. Ta naopak jeho život i literární tvorbu ovlivnila výrazně a po její předčasné smrti na mozkový nádor jí věnoval sbírky básní a vzpomínky v pamětech.
V roce 1938 se Zavřel seznámil s Helenou Havlíkovou (* 1920) a 15. ledna 1941 se s ní oženil. Dedikoval jí své vzpomínky Za živa pohřben, ve kterých věnoval seznámení se svou druhou manželkou samostatnou kapitolu. Oběma ženám (Miladě Pakůrové a Heleně Havlíkové) věnoval i sbírku veršů Pomník Miladě a Heleně. 4. října 1944 se František Zavřel s manželkou Helenou rozvedl. Důvodem nejspíš byl blížící se konec války a snaha, aby s ním nemusela sdílet existenční problémy. Bývalá manželka se po rozvodu znovu provdala, přesto Františka Zavřela navštěvovala v roce 1945 ve vyšetřovací vazbě. František Zavřel v bytě své bývalé manželky též po nějakou dobu žil.

### Závěr života
Po II. světové válce byl Zavřel vyšetřován pro podezření z kolaborantství, období od května do září 1945 strávil ve vyšetřovací vazbě. Podruhé byl zatčen v září 1946, kdy mu bylo prokázáno členství ve Vlajce. Propuštěn byl v říjnu 1946; v říjnu 1947 bylo řízení zastaveno, jako důvod byla uvedena duševní choroba. Ještě předtím, v listopadu 1946, mu byla odebrána penze a bylo požadováno přes čtvrt miliónu Kčs jako náhrada mzdy vyplacené v období Protektorátu. Dne 20. listopadu 1947 byl zcela zubožený nalezen v pražských Letenských sadech, kde přespával; ačkoliv byl ihned převezen do nemocnice Na Františku, 4. prosince 1947 po několika záchvatech mrtvice[nepřesný odkaz] zemřel. Zpráva o jeho úmrtí byla zveřejněna více než po měsíci.
Eduard Burget, který věnoval Františku Zavřelovi rozsáhlou disertační práci, zhodnotil jeho protektorátní činnost takto:
| „                                                    | Těžko bychom dnes mohli Františka Zavřela označit za kolaboranta v pravém slova smyslu. Hodilo by se spíše označení konjunkturalista – tedy člověk, který se z nové politické konstelace v letech 1938–1945 snažil pro sebe vytěžit co nejvíc. | “ |
| — E. Burget: Spisovatel a dramatik F. Zavřel, s. 220 | |   |

### Mylné životopisné informace
Starší zdroje (dokonce i Lexikon české literatury) označovaly Františka Zavřela za druhého manžela herečky Evy Vrchlické (1888–1969), je to ale vzájemně přebíraný omyl. Vrchlická sice hrála v Zavřelových dramatech Dravec, Kristus, Nesmrtelná milenka a Panna, ovšem jejím druhým manželem ve 20. letech byl jeho bratranec, hoteliér Edmund Zavřel (1891–1940). Sám Zavřel ve svých vzpomínkách Za živa pohřben Vrchlickou zmiňuje bez uvedení jména jen jako „mladší dceru“ Jaroslava Vrchlického, jehož choval v oblibě a počátkem století dvakrát navštívil; ve 20. letech prožíval lásku k Miladě Pakůrové.
Dramatik František Zavřel býval také občas zaměňován se svým bratrancem z druhého kolene, Edmundovým starším bratrem Františkem Zavřelem (1878–1915), režisérem v Divadle na Vinohradech, Národním divadle a v zahraničí. Na mimopražských scénách působil od 20. let třetí jmenovec, operní barytonista a příležitostný režisér František Zavřel (1901–1986).

### Ohlas v memoárové literatuře
Ve svých, jinak laskavých, vzpomínkách Byla jsem na světě napsala Olga Scheinpflugová o Zavřelovi: „postrach české divadelní dramaturgie, muž ctižádosti a malého nadání. (…) Nenapsal jediné slušné drama, ale vytvořil velikou tragikomickou postavu autorské ctižádosti, která byla ochotna obětovat všechno, čest a nakonec i život, za to, aby slyšela svá zbytečná slova na jevišti.“
Podle jeho autobiografie Za živa pohřben a s citacemi z jeho děl vznikla divadelní hra Ladislava Stýbla Heroika aneb Play Zavřel, kterou nastudovalo brněnské Divadlo Čára v roce 2006 (dramaturg Přemysl Hnilička, režie Zdeněk Čecháček Turba, v roli Zavřela Jiří Bartoň). Text chybou dramaturga obsahuje informaci o sňatku s Evou Vrchlickou.

## Dílo
Historické hry Františka Zavřela hodnotila kritika vlažně nebo odmítavě; Burget shrnul důvody u Žižky: „V zásadě se nejedná o hru historickou, historické jsou pouze kulisy, skrze ně Zavřel vyjadřuje svůj životní postoj – kult nadčlověka a přesvědčení o vlastním světodějném významu.“ Karel Čapek, když se v létě 1921 chystal na nástup do funkce dramaturga Vinohradského divadla, jež počátkem roku ještě pod Hilarovým vedením uvedlo Zavřelův Návrat), jeho snahu rychle prosadit další dílo odmítl lapidárně: 
 Dnes mi poslal Zavřel své drama, zase nějakého Přemysla, pro Vinohradské divadlo. […] Holčičko, já jsem přečetl Zavřelova Přemysla a potil jsem se hrůzou. Ihned se mi po něm přitížilo. – Ven nechodím, třebaže právě začíná opravdový podzim. Čtu hnusnosti. 
 Karel Čapek: Korespondence II (Spisy XXIII), Československý spisovatel 1993, dopisy č. 813 a 818 Olze Scheinpflugové z 22. a 28. srpna 1921 (z léčebného pobytu v Trenčianských Teplicích, kde v dané době utrpěl „koliku a katar“)
 Příznivěji bylo po okupaci přijato drama Valdštýn, které hodnotil kladně např. Eduard Bass. S lepším ohlasem se setkávaly Zavřelovy veselohry.
Lexikon české literatury uzavírá Zavřelovo heslo poznámkou, že jeho „pateticko-tragická sebestylizace zneuznaného dramatika drceného záští nepřátel a malostí českých poměrů působila navíc mnohdy komicky teatrálním dojmem“.
Příspěvky Františka Zavřela se objevovaly v letech 1906–1941 v řadě periodik, např. Moderní revue, Švanda dudák, Tribuna aj.

### Divadelní hry
Knižní vydání:
- 1912 – Simson (tragoedie o 1 dějství, vydal Bursík a Kohout, Praha)
- 1915 – Don Juan (tragoedie v 5 dějstvích, vydal Springer, Praha); Oidipus a Jokasta (slavnostní jevištní hra) a Simson a Delila (tragoedie ve třech dějstvích, vydal Josef Springer, Praha)
- 1919 – Boleslav Ukrutný (tragoedie o třech dějstvích, vydal Stanislav Minařík, Praha)
- 1920 – Návrat (tragoedie ve třech dějstvích, vydal Máj, Praha)
- 1922 – Král Přemysl Otakar druhý (tragoedie ve třech dějstvích, vydal Stanislav Minařík, Praha, 1921); Dravec (drama ve 3 dějstvích, vydal B. Kočí, Praha); Kamenný host (tragedie, vydal Hašler, Praha)
- 1923 – Vzpoura (drama ve 3 dějstvích, vydal Švejda, Praha, 1923); Oba Kokoškové (veselohra ve 3 dějstvích a 7 proměnách, vydal Švejda, Praha)
- 1924 – Boxerský zápas (veselohra o 5 dějstvích, vydal Evžen K. Rosendorf, Praha, 1924); Mrtvý (veselohra ve třech dějstvích, vydal Fr. Borový, Praha)
- 1925 – Vykupitel (veselohra o třech dějstvích a dvou proměnách, vydala Zora, Praha)
- 1926 – Dědečkem proti své vůli (komedie o 3 dějstvích, vydala Zora, Praha)
- 1927 – Nesmrtelná milenka (komedie o pěti dějstvích, vydal F. Topič, Praha); Vykutálený paroháč (komedie, Zora, Praha)
- 1928 – Veselohra s letcem (o 3 dějstvích, vydala Zora, Praha)
- po r. 1934 – Každý svého nebožtíka (veselohra o 3 dějstvích, vydal E. J. Rosendorf, Praha); Panna (veselohra o 3 dějstvích, vydal E. Rosendorf, Praha)
- 1935 – Hus (předehra k slavnostní jevištní hře "Jan Žižka z Trocnova", vydal Kruh přátel dramatikových, Praha); Jan Žižka z Trocnova (slavnostní jevištní hra o dvou dějstvích, vydal František Hanek, Praha); Každý svého nebožtíka; Panna (veselohry o třech dějstvích ; vydal František Hanek, Praha)
- 1937 – Heroika (dramata Kristus, Hus a Nietzsche, vydala Cesta, Praha)
- 1940 – Valdštýn (drama o 5 dějstvích, vydal L. Mazáč, Praha)
- 1941 – Polobozi (dramatická pentalogie: Caesar, Kristus, Hus, Valdštýn, Napoleon vydal L. Mazáč, Praha)
- 1941 nebo 1944 (?) – Kost (veselohra ve třech dějstvích, vydal Jos. Kobosil, Praha)

Nevydané divadelní hry:
- Maličký veliký (Bambino di Praga), strojopis byl zabaven při domovní prohlídce v květnu 1946 a je součástí vyšetřovacího spisu (SOA Praha, fond Mimořádný lidový soud 1945−1948, sign. TK XXI − 15216/47, karton č. 28).[33]

Divadelní inscenace v Národním divadle v Praze:
- Simson (Národní divadlo, 1921, libreto k opeře Rudolfa Zamrzly)
- Dravec (Stavovské divadlo, 1921–1922, hráli Rudolf Deyl starší, Eva Vrchlická, Eduard Kohout aj.)
- Boxerský zápas (Stavovské divadlo, 1924, hrál Vlasta Burian, Eduard Kohout, Saša Rašilov aj.)
- Nesmrtelná milenka (Stavovské divadlo, 1927, hráli Rudolf Deyl starší, Eva Vrchlická aj.)
- Panna (Stavovské divadlo, 1935, hráli Bedřich Karen, Eva Vrchlická aj.)
- Kristus (Stavovské divadlo, 1937, titulní role Eduard Kohout, dále hráli Václav Vydra starší, Bedřich Karen aj.)
- Valdštýn (Národní divadlo a Prozatímní divadlo, 1940–1942, premiéra 13. 11. 1940, titulní role Bedřich Karen a Josef Toman)
- Caesar (Národní divadlo a Prozatímní divadlo, 1942–1944, premiéra 7. 11. 1942, titulní role Zdeněk Štěpánek)

Divadelní inscenace v jiných divadlech (výběr):
- Národní divadlo Brno: Boleslav Ukrutný, 1920, v Divadle Reduta[34]
- Divadlo na Vinohradech Praha: Návrat, 1921[35]
- Národní divadlo Brno: Tři místo jednoho, 1924, v Divadle na Veveří
- Národní divadlo Brno: Vykutálený paroháč, 1928, v Divadle na Veveří
- Divadlo na Vinohradech: Jan Žižka z Trocnova, 1936
- Národní divadlo Brno: Valdštýn, 1940 (premiéra 6. 4.), v Divadle na Veveří
- Národní divadlo Brno: Dědečkem proti své vůli, 1941, v Divadle na Veveří
- Pěvecko-ochotnická jednota "Klicpera", Chlumec nad Cidlinou: Caesar, červenec? 1942[36][37]
- II. Tylův okrsek, Plzeň: Kost, 13. 11. 1942 ve Společenském domě Peklo[38][39]
- Malostranská beseda, Praha: Kost, 1944[39][40]
- Moravské divadlo Olomouc: Valdštýn, 1995[41]
- Společnost Dr. Krásy, Praha: Maličký veliký (Bambino di Praga), poprvé 30. 8. 2021 v Divadle Aloise Jiráska v Úpici[42], premiéra 16. 10. 2021 v Divadle v Celetné v Praze.[43]

### Knižně vydaná poezie a próza
(Uvedena pouze první vydání)
- Hanel (Báseň, vydal Adámek, Praha-Král. Vinohrady, 1903)
- Předehra (sbírka básní, edice Zátiší, Knihy srdce i ducha, vydal B. M. Klika, Praha, 1923)
- Napoléon (báseň, vydal Otto Girgal, Praha, 1925)
- Hora Venušina (román, vydal Alois Srdce, Praha, 1928)
- Mezihra (básnická sbírka, se dvěma kresbami V. H. Brunnera, obálku navrhl František Zelenka, vydal B. M. Klika, Praha, 1929)
- Věčné mládí (román, vydal Jos. R. Vilímek, Praha, 1929)
- Fortinbras (román, vydal L. Mazáč, Praha, 1930)
- Před koncem (pod pseudonymem F. S., epigramy, vydal Rudolf Svoboda, Praha, 1933)
- Fortinbras. Druhý díl (vydala Osvěta, Praha, 1934)
- Poprava pěšáka Kudrny (k 20. výročí smrti vojína Josefa Kudrny, vydal František Zavřel, Praha, 1935)
- Dramatik na pranýři (vydal František Zavřel, Praha, 1937)
- Eva (román ze současného života, příběh operní zpěvačky, vydal Vojtěch Šeba, Praha, 1937); Valkýra (román, shodný s románem Eva, pod jiným názvem, vydal Vojtěch Šeba, Praha, 1937)
- Památce Milady Pakůrové (vydal Karel Chromovský, Praha, 1938)
- In memoriam Milady Pakůrové (doslov napsal Jiří Karásek ze Lvovic. nákladem vlastním, Praha, 1939)
- Pozdrav od Borové (epigramy 1930–1938, vydal Karel Chromovský, Praha, 1939)
- Po boji (epigramy 1927–1938, nákladem vlastním Praha, 1940)
- Pomník Miladě a Heleně (nákladem vlastním, Praha, 1940)
- Aféra Tilly (román s autobiografickými prvky, ilustrace Theodora Bechníka, vydal L. Mazáč, Praha, 1941)
- Verše o lásce a smrti (lyrika 1941, vydala EMNA, edice mladých národních autorů, Vladislav E. Coufal, Praha, 1941)
- O Rus! (román, vydalo Evropské vydavatelstvo, Praha, 1942)
- Věčné mládí (román, vydal L. Mazáč, Praha, 1942)
- Za živa pohřben (vlastní životopis, vydala Vlast, Praha, 1942; rozšířené vydání vydal L. Mazáč, Praha, 1944)
- In memoriam ; Kristus ; Věčné mládí (verše, drama, román, vydal L. Mazáč, Praha, 1945)

## Filmografie
- Dědečkem proti své vůli – (autor námětu, komedie, 1939, režie Vladimír Slavínský, hlavní role Oldřich Nový)
- Panna – (autor námětu, komedie, 1940, režie František Čáp, hlavní role Věra Ferbasová)

## Ukázky
| „                                     | Tady jsem narozen. Hlupáci, slídiči, tupci, břídilové, marně se vaše smečka trmácí. Zbytečná práce, bídáci! Moje rodiště, žula rula. | “ |
| — František Zavřel: Pozdrav od Borové | |   |

| „                                   | Praha. Vymkla se Kramářovi úplně. Pod pevnou rukou Masarykovou a nesmírně agilní Benešovou dala se na pochod doleva.... Karel Čapek, Karel Scheinpflug, všichni, jeden po druhém desertoval. Marx a Lenin uhranul všechny. | “ |
| — František Zavřel: Za živa pohřben | |   |

Odkaz na Františka Zavřela v románu Josefa Škvoreckého: Příběh inženýra lidských duší:
| „                                                 | "Takže už se růženec nemodlíš?" "Modlím. A chodím ke zpovědi. Ale tohle dělám Pánubohu naschvál. Zkouším ho, jestli je opravdu takovej kruťas, že mě za to ještě ke všemu potrestá." "Al Capone Všehomíra?" "Co?" "Jedno z mnoha jmen božích," řekl jsem. Vymyslel si ho jeden českej fašistickej básník, kterýmu milá umřela na mozkovej nádor, a já si na to vzpomněl v souvislosti s jednou holkou - " | “ |
| — rozhovor Dannyho s Margitkou Bočárovou v Kanadě | |   |

Monolog Boleslava Ukrutného z divadelní hry Fr. Zavřela stejného jména.
| „                                    | Mrtvolný stíne, znovu opouštíš svůj hrob a po tisící vrháš se v nehmotné zbroji na mne. Tedy pojď! Snesu tvůj pohled truchle nezemský, vydržím svůj na rudou dvojici ran, jež tě sklály. Ještě jednou, stíne, s tebou se měřím na život a na smrt. Osudný zápas mezi námi dvěma buď v těchto okamžicích dobojován! Já usmrtil tě. Stojím za svým činem a nekaji ze z něho. Slyšíš, stíne? Já nekaji se. Usmrtil jsem tebe, protože hlásals mdlobu. Kde je vinna? Ležela beze zbytku ve tvé hrudi. Já nekaji se. Kdybys nyní povstal z plísně a prachu panovačné smrti, srazím tě znovu. Slyšíš, truchlý stíne? Cizí mně byly tvoje slovní hříčky a cizí jsou mi dosud, ať již sluly vinna anebo soucit. Já se biji. Přemohl jsem tě politého sluncem tak jako přemohl jsem v tvrdém boji všechny své nepřátele. Také sebe. Ty jsi dnes mrtev. Nezemský tvůj pohled mne neporaní. Pal! Rvi! Hltej! Leptej! Jsem nepřemožitelný. Slyšíš? Vrať se do loktů svého mrtvolného boha, kterého porazil jsem důkladněji a také osudněji než tebe. Zde dohráls. Vrať se do své teskné říše, která je říší ústupu a tlení! Zde není tvoje místo. Hle, již blednou mátožné hvězdy, které kdysi zřely do tvého snu. Jdi s nimi! Zde je život a tvrdý zápas, který nenáviděls. | “ |
| — František Zavřel: Boleslav Ukrutný | |   |